# Hans Heinrich Wieck
Hans Heinrich Wieck (geboren am 23. August 1918 in Hamburg; gestorben 2. Januar 1980) war ein deutscher Psychiater und Neurologe. Von 1967 bis 1980 leitete er die Psychiatrische Abteilung am Universitätsklinikum Erlangen.

## Werdegang
Hans Heinrich Wieck wurde 1918 in Hamburg geboren. Er absolvierte sein Medizinstudium. Er arbeitete zunächst von 1946 bis 1950 als Assistenzarzt bei Werner Scheid auf der Neurologischen Abteilung des Krankenhauses Hamburg-Heidberg. Bei Kurt Schneider in Heidelberg erhielt er anschließend eine psychiatrische Weiterbildung. Als Dr. med. habilitierte Wieck am 4. Februar 1953 an der medizinischen Fakultät der Universität zu Köln mit der Arbeit Zur Psychologie und Psychopathologie der Erinnerungen. Es schloss sich eine Lehrtätigkeit an der Universität in Köln an, während der ihm 1957 eine außerplanmäßige Professorenstelle und 1962, bei gleichzeitiger Leitungsübernahme der Forschungsabteilung für Erkrankungen des Nervensystems, eine außerordentliche Professur übertragen wurde. 1957/58 hielt er sich im Rahmen einer Gastprofessur an der University of California, Los Angeles (UCLA) auf. 1966 wechselte Wieck an die Friedrich-Alexander-Universität in Erlangen, wo ihm in der Nachfolge des emeritierten Fritz Flügel die Leitung der Nervenklinik übertragen wurde und leitete sie bis 1980.
Neben seiner medizinischen Hauptaufgabe und der Haupt- und Mitautorenschaft bei zahlreichen Fachpublikationen, gehörte Hans Heinrich Wieck verschiedenen Ausschüssen an: so war er Mitglied des Großen Senats für ärztliche Fortbildung und des wissenschaftlichen Beirats der Bundesärztekammer, sowie Sachverständiger des Instituts für Medizinische und Pharmazeutische Prüfungsfragen.
Er starb an einer Lungenembolie, ausgelöst durch eine Beinthrombose.

## Vermächtnis
Wieck prägte den Begriff Durchgangssyndrom, als einen Sammelbegriff für alle sich in der Regel im Rahmen von wenigen Stunden bis Tagen ohne medizinische Therapie zurückbildenden psychopathologischen Symptome, von körperlicher Ursache.

„Sein großer Wurf: Die Lehre der Psychopathometrie, der quantitativen Meßverfahren psychischer Störungen, insbesondere der Bewußtseinsstörungen und der Erinnerungen, ist in vielen Büchern in immer neuen Ansätzen ausgebreitet.“

### Bücher
- Neurologie und Psychiatrie in der Praxis. - Stuttgart : Schattauer, 1967–1982, 4 Auflagen / von August Hillemacher
- Lehrbuch der Psychiatrie - Stuttgart, New York : Schattauer, 1967, 1977, 2 Auflagen.
- Klinische Psychopathometrie, Konstanz : Byk-Gulden-Pharmazeutika, 1972
- Nervöse Erschöpfung. Wiesbaden : Aesopus-Verl., 1969
- Zur Psychologie und Psychopathologie der Erinnerungen - Stuttgart : Thieme, 1955